# M5 (Hongarije)
De M5 loopt van Boedapest naar de plaats Szeged, gelegen in het zuiden van Hongarije, en heeft een totale lengte van 173km. De snelweg loopt richting Servische grens en passeert het laatste plaatsje genaamd Röszke. Deze snelweg was compleet in april 2006. De snelweg was met private gelden gebouwd en lange tijd moest er gewone tol betaald worden. Later heeft de Hongaarse regering deze snelweg gekocht, waardoor er de mogelijkheid ontstond om met 1 vignet over alle Hongaarse snelwegen te rijden.
In 2015 is de snelweg M43 (Hongarije) gereedgekomen die vanaf de M5 in oostelijke richting verloopt. Deze passeert de plaats Makó en sluit aan op de A1 (Boekarest - Arad) in Roemenië.
M0 ·
M1 ·
M2 ·
M3 ·
M4 ·
M5 ·
M6 ·
M7 ·
M8 ·
M9 ·
M15 ·
M19 ·
M25 ·
M30 ·
M31 ·
M35 ·
M43 ·
M44·
M51 ·
M60 ·
M70·
M76·
M80·
M85·
M86